# Molenkreek (Westdorpe)
De Molenkreek is een kreek die zich bevindt ten zuiden van Westdorpe.
De kreek, gelegen in de Canisvliet binnenpolder, vormt de zuidgrens van de bebouwing van het dorp. Het was ooit een zijgeul van de Sassche Vaart.
Bij de kreek ligt ook een wandelbosje van 8 hectare, dat in bezit is van Staatsbosbeheer en toegankelijk is voor het publiek.